# Inovce
Inovce je naseljeno mjesto u okrugu Sobrance u Košickom kraju u Slovačkoj.

## Stanovništvo
| Godina:     | 1993. | 2003.    | 2013.   | 2023.   |
| ----------- | ----- | -------- | ------- | ------- |
| Broj ljudi: | 277   | 233      | 216     | 189     |
| Razlika:    |       | -15,88 % | -7,29 % | -12,5 % |

| Godina:     | 2022. | 2023.   |
| ----------- | ----- | ------- |
| Broj ljudi: | 190   | 189     |
| Razlika:    |       | -0,52 % |

Prema podatcima o broju stanovnika iz 2023. godine naselje je imalo 189 stanovnika.

## Vanjske poveznice
|  | Zajednički poslužitelj ima još gradiva o temi Inovce |

- Službena stranica naselja (sl.)